# Haliclona streble
Haliclona streble är en svampdjursart som beskrevs av de Laubenfels 1954. Haliclona streble ingår i släktet Haliclona och familjen Chalinidae. Inga underarter finns listade i Catalogue of Life.